# Cyperus pinetorum
Cyperus pinetorum är en halvgräsart som beskrevs av Nathaniel Lord Britton. Cyperus pinetorum ingår i släktet papyrusar, och familjen halvgräs. Inga underarter finns listade i Catalogue of Life.